# Birgitte Hjort Sørensen
Pour les articles homonymes, voir Sørensen.
Birgitte Hjort Sørensen est une actrice danoise, née le 16 janvier 1982.
Elle est notamment connue pour avoir joué le rôle de Katrine Fønsmark dans la série Borgen, une femme au pouvoir de 2010 à 2012, puis en 2022.

## Biographie
Birgitte Hjort Sørensen est diplômée de l'école nationale danoise de théâtre et de danse contemporaine. En 2005, elle a fait une apparition dans la série télévisée The Eagle: A Crime Odyssey avec un petit rôle. Elle acquiert de la popularité sur scène avec la comédie musicale Chicago au Det Ny Theater de Copenhague ce qui lui permet alors de jouer le même personnage (Roxie Hart) dans la même pièce jouée au Cambridge Theatre London.
Par la suite, sa révélation en Europe se fait avec la série Borgen, une femme au pouvoir où elle joue Katrine Fønsmark, une jeune présentatrice de télévision au caractère indépendant.
En 2015, elle joue dans le film Pitch Perfect 2 et dans un épisode de la saison 5 de Game of Thrones.

## Filmographie
Sauf indication contraire, les informations mentionnées dans cette section peuvent être confirmées par les bases de données cinématographiques  présentes dans la section « Liens externes ».

### Cinéma
- 2008 : The Candidate : Sarah
- 2009 : À l'autre bout du monde : Beate
- 2010 : Truth About Men : Godsejerens søns kæreste
- 2011 : Magi i luften : Niklas Ravns kæreste
- 2011 : Julie de Linda Wendel : Julie
- 2012 : Marie Krøyer de Bille August : Marie Krøyer
- 2014 : Refroidis d'Hans Petter Moland
- 2014 : Someone You Love : Julie
- 2014 : Autómata de Gabe Ibáñez : Rachel Vaucan
- 2015 : Pitch Perfect 2 d'Elizabeth Banks : équipe d'Allemagne
- 2015 : Sommeren '92 : Minna Vilfort

### Séries télévisées
- 2008 : Maj & Charlie : Sidse
- 2010 - 2012 : Borgen, une femme au pouvoir  : Katrine Fønsmark
- 2013 : Inspecteur Barnaby : Anna Degn
- 2013 : Miss Marple : La Nuit qui ne finit pas
- 2013 : Bluestone 42 : Astrid
- 2015 : Game of Thrones, saison 5, épisode 8 (Hardhome) : Karsi, la meneuse du Peuple libre
- 2016 : Vinyl, saison 1 : Ingrid
- 2018 : Zone grise (Greyzone), saison 1 : Victoria Rahbek
- 2022 : Borgen - Power & Glory : Katrine Fønsmark
- 2024 : Twilight of the Gods : Hervor (voix)